# Avoir un bon copain
Avoir un bon copain est la version française de la chanson allemande Ein Freund, ein guter Freund (Un ami, un bon ami) ; version française qui a été chantée en 1930 par Henri Garat dans le film musical Le Chemin du paradis, réalisé par Wilhelm Thiele et Max de Vaucorbeil, avec Lilian Harvey, lui-même adapté du film allemand Die Drei von der Tankstelle (littéralement Les Trois de la station-service), les deux films ayant été tournés simultanément par la même équipe technique.
Les paroles de la chanson française sont de Jean Boyer ; la  musique est de Werner Richard Heymann.

## Historique
L'original est la chanson allemande Ein Freund, ein guter Freund (Un ami, un bon ami), musique de Werner Richard Heymann et paroles de Robert Gilbert, composée pour le film de Wilhelm Thiele Die Drei von der Tankstelle (Les Trois de la station-service), dont Le Chemin du paradis est la version française. 
Ein Freund, ein guter Freund est l'un des grands succès du groupe Comedian Harmonists. Le film traite, malgré l'arrière-plan de la Crise de 1929, de l'avènement d'un monde moderne sur un mode gai, et notamment du progrès technique et de la libération des mœurs. L'amitié, une relation profondément humaine, garantit la cohésion d'un univers dont rien n'indique ici qu'il est profondément menacé. Le roman d'Erich Maria Remarque Trois Camarades, porté au cinéma en 1938 par Frank Borzage (sur un scénario tronqué de F. Scott Fitzgerald), ainsi que le film de Julien Duvivier La Belle Équipe, en 1936, ont traité le même sujet, mais sur un mode mineur, voire tragique : entre-temps Hitler avait pris le pouvoir.
La chanson a été ré-enregistrée par le créateur Henri Garat en 1941. Elle a été reprise par Georges Brassens pour l'album Georges Brassens chante les chansons de sa jeunesse. Cette chanson a aussi été reprise par Georges Guétary et chantée en concert par Patrick Bruel[réf. souhaitée].
Plus récemment, en 1997 et en 2001, la chanson est utilisée dans les films :
- On connaît la chanson d'Alain Resnais, où un extrait de l'interprétation d'Henri Garat est chanté successivement par André Dussollier et Jean-Pierre Bacri.
- Le Chocolat de Lasse Hallström, 2001